# Xbaquiyalo
Xbaquiyalo (grafia antica Ixb’aquiyalo', grafia moderna) è forse una semidivinità maya.
Nel Popol Vuh è sposa di Hunhunahpu con cui è madre di Hun Batz e Hun Chouen (anche chiamati Hun Ahau e Hun Cheven, lett. "Un Signore" e "Una scimmia-ragno"). Muore prima ancora del marito e dei figli, e non si parlerà più di lei.
Il nome Xbaquiyalo è di etimo incerto. forse deriva da  Xbacquic, letteralmente "Piccolo osso insanguinato", e potrebbe un altro termine non identificato (o forse yalo è solo un suffisso). Il fatto che il nome sia così macabro fa pensare che anche lei discenda dai signori d Xibalbá, come l'altra compagna di suo marito, Xquic.
Non ci sono fonti iconografiche della Dèa.